# Кантиляна
Кантиляна (на испански: Cantillana) е населено място и община в Испания. Намира се в провинция Севиля, в състава на автономната област Андалусия. Общината влиза в състава на района (комарка) Вега дел Гуадалкивир. Заема площ от 107 km². Населението му е 10 643 души (по преброяване от 2010 г.). Разстоянието до административния център на провинцията е 29 km.

## Демография
| 1996 | 1998 | 1999 | 2000 | 2001 | 2002 | 2003 | 2004 | 2005 |  |
| ---- | ---- | ---- | ---- | ---- | ---- | ---- | ---- | ---- |  |
| 8930 | 8929 | 8959 | 8947 | 8989 | 8999 | 9138 | 9289 | 9411 |  |